# Cairnsia cowleyi
Cairnsia cowleyi är en skalbaggsart som beskrevs av Blackburn 1895. Cairnsia cowleyi ingår i släktet Cairnsia och familjen långhorningar. Inga underarter finns listade.